# Xërxë
Xërxë (serb. Зрзе, Zrze) – wieś w Kosowie, w regionie Prizren, w gminie Dragaš. W 2011 roku liczyła 236 mieszkańców. 